# サル基礎自治体
サル基礎自治体（ポルトガル語: Concelho do Sal）は、カーボベルデの基礎自治体のひとつ。

## 教区
- Nossa Senhora das Dores